# Nationale Universiteit Sun Yat-sen
De Nationale Universiteit Sun Yat-sen is een universiteit in de Republiek China (Taiwan), gelegen in de stad Kaohsiung. De universiteit wordt gezien als het beste instituut voor hoger onderwijs in het centrale gebied van Zuid-Taiwan, het stond op de lijst van een van de zes nationale onderzoeksuniversiteiten en bij de beste maritieme hogescholen en business schools in Oost-Azië.

## Geschiedenis

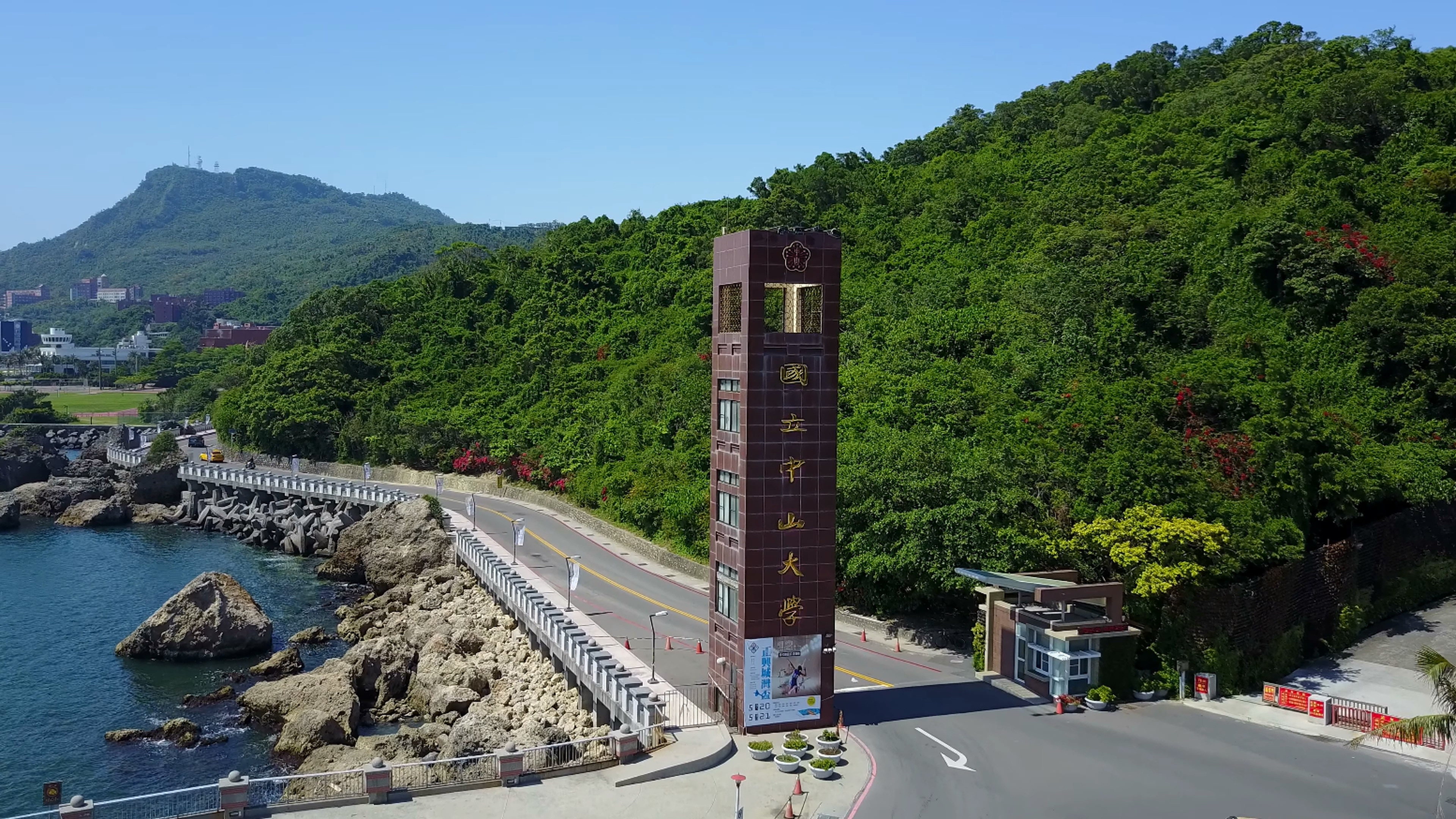
Universiteit ingang

In 1923, twee jaar voor zijn dood, richtte Dr. Sun Yat-sen twee universiteiten op: een militaire en een voor burgers. De tweede werd de Nationale Universiteit Kwangtung genoemd. In 1926 werd deze naam veranderd naar Nationale Universiteit Sun Yat-sen. De militaire universiteit was de Militaire Academie van Whampoa. Beide speelden een grote rol in de moderne Chinese geschiedenis.
De Nationale Universiteit Sun Yat-sen werd opgericht in Kanton, maar moest vanwege de Tweede Chinees-Japanse Oorlog verhuizen. De universiteit verhuisde eerst naar Yunnan en daarna naar Yuehpei. In 1945 keerde de universiteit terug naar zijn oorspronkelijke locatie in Kanton.
In 1949 verhuisde de overheid van de Republiek China naar Taiwan. De Nationale Universiteit Sun Yat-sen zou aanvankelijk direct mee verhuizen naar Taiwan, maar dit plan werd pas in 1980 gerealiseerd. In dat jaar richtte Dr. Huan Li de universiteit opnieuw op in Kaohsiung. De universiteit telde op dat moment vier departementen en twee afstudeerinstituten.  Vandaag de dag heeft de universiteit zes colleges. Elk jaar studeren er ongeveer 250 uitwisselingsstudenten aan de universiteit.
De universiteit bestaat voornamelijk uit een aanzienlijk aantal onderzoeksinstituten, de faculteit heeft sterke banden met de industrie en overheidsfunctionarissen, velen van hen dienen ook als elite-bureaucraten, officiële denktankwetenschappers en NGO-adviseurs. Bovendien zijn de afgestudeerden van de universiteit een president van de wetgevende yuan, een burgemeester van Kaohsiung en een aanzienlijk aantal CEO's van de 500 grootste bedrijven ter wereld.

### Traditionele cultuur
Nationale Universiteit Sun Yat-sen (NSYSU) is gevestigd in Kaohsiung, de grootste havenstad van Taiwan. Gebaseerd op de academische stijl die de oceaan en commercie benadrukt, is het niet alleen de geboorteplaats van Taiwan's eerste college voor maritieme wetenschappen, maar is het ook uniek in het organiseren van watersportactiviteiten direct op de campus. NSYSU's afstudeervereisten voor haar studenten omvatten demonstratie van zwemvaardigheid. NSYSU heeft ook een regelmatige windsurfwedstrijdrelatie met de prestigieuze Universiteit van Osaka in Japan. Verder heeft NSYSU een speciale zusterschoolrelatie met de Universiteit van Californië - San Diego (UCSD) in de Verenigde Staten, een onderzoeksuniversiteit met een vergelijkbare academische stijl, en die ook vlak bij een kust ligt. NSYSU & UCSD Joint Symposium wordt sinds 2015 afwisselend elk jaar gehouden in Kaohsiung en La Jolla.
Het American Institute in Taiwan (AIT) heeft in juni 2021 een officiële verklaring afgegeven: "...de universiteit (NSYSU) omdat het een van de belangrijkste instellingen voor hoger onderwijs in Taiwan is en een van de meest standvastige partners van AIT bij het promoten van de relatie tussen de VS en Taiwan."

## Hoofdcampus
De campus, gelegen naast de haven van Kaohsiung en een militaire basis, is aan drie zijden omringd door de bergen en de open wateren van de Straat van Taiwan, dit maakt het een natuurlijke vesting.

## Colleges
- College voor vrije kunsten
- College voor wetenschap
- College voor techniek
- College voor management
- College voor marinewetenschappen
- College voor sociale wetenschappen
- College voor algemeen onderwijs
- College voor medische

### National Key Fields Colleges
- Geavanceerd halfgeleideronderzoek
- Internationaal financieel onderzoek